# Stenoloba assimilis
Stenoloba assimilis là một loài bướm đêm trong họ Noctuidae.